# Максі Зевс
Максі Зевс (англ. Maxie Zeus) — вигаданий персонаж, суперлиходій всесвіту DC Comics, ворог Бетмена.

## Про персонажа
Максі Зьюс, божевільний лідер бандитської зграї, одного разу вирішив, що він — втілення олімпійського Бога Зевса. Створивши власний культ, Зевс став важливою фігурою злочинного світу Готема. Його злочинні задуми втілює в життя армія підлеглих, а стежать за цим, як він вважає, самі грецькі Боги.
У «Бетмен: Анімаційні серії» Максі Зевса озвучив Стів Саскінд, а в «Бетмен» — Філ Ла Марр.